# Feldkirchen-Westerham
Feldkirchen-Westerham is een gemeente in de Duitse deelstaat Beieren, en maakt deel uit van het Landkreis Rosenheim.
Feldkirchen-Westerham telt 10.999 inwoners.

## Plaatsen in de gemeente Feldkirchen-Westerham
Plaatsen in de gemeente zijn: Altenburg, Aschbach, Aschhofen, Ast, Buchberg, Elendskirchen, Eutenhausen, Feldkirchen, Feldolling, Großhöhenrain, Haag, Hammer, Hofberg, Hohenfried, Holzklas, Irnberg, Kleinhöhenrain, Krügling, Kugelloh, Lenzmühle, Loherberg, Mühlberg, Mühlholz, Neuhaus, Niederstetten, Oberaufham, Oberlaus, Oberreit, Oberstetten, Oberwertach, Oed, Percha, Pups, Reisachöd, Ried, Riedbichl, Schnaitt, Schöffleiten, Schwaig, Stadlberg, Staudach, Sterneck, Thal, Unteraufham, Unterlaus, Unterreit, Unterwertach, Vagen, Walpersdorf, Weidach, en Westerham.

## Geboren in Feldkirchen-Westerham
- Ilse Aigner (7 december 1964), latere Duitse minister.

Albaching ·
Amerang ·
Aschau i.Chiemgau ·
Babensham ·
Bad Aibling ·
Bad Endorf ·
Bad Feilnbach ·
Bernau a.Chiemsee ·
Brannenburg ·
Breitbrunn a.Chiemsee ·
Bruckmühl ·
Chiemsee ·
Edling ·
Eggstätt ·
Eiselfing ·
Feldkirchen-Westerham ·
Flintsbach a.Inn ·
Frasdorf ·
Griesstätt ·
Großkarolinenfeld ·
Gstadt a.Chiemsee ·
Halfing ·
Höslwang ·
Kiefersfelden ·
Kolbermoor ·
Neubeuern ·
Nußdorf a.Inn ·
Oberaudorf ·
Pfaffing ·
Prien a.Chiemsee ·
Prutting ·
Ramerberg ·
Raubling ·
Riedering ·
Rimsting ·
Rohrdorf ·
Rott a.Inn ·
Samerberg ·
Schechen ·
Schonstett ·
Söchtenau ·
Soyen ·
Stephanskirchen ·
Tuntenhausen ·
Vogtareuth ·
Wasserburg a.Inn